# Suzanne Spaak

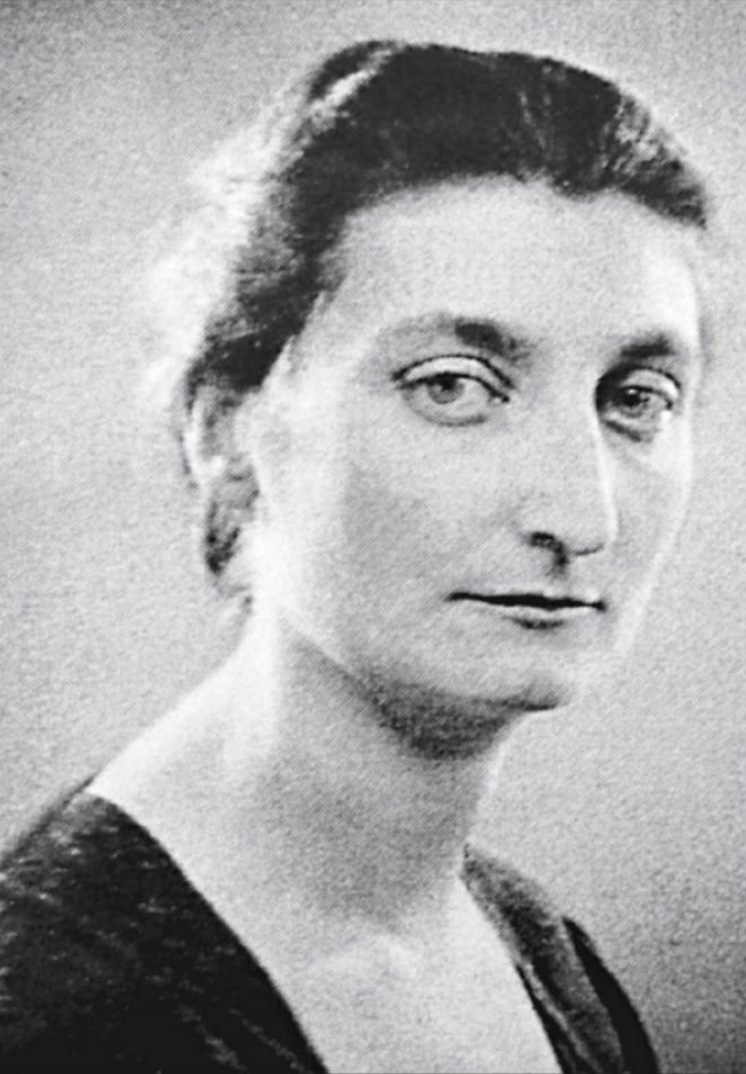
Suzanne Spaak ca. 1944

Suzanne Spaak, geborene Suzanne Augustine Lorge (* 6. Juli 1905; † 12. August 1944 in Paris) war eine französisch-belgische Résistance-Kämpferin der Roten Kapelle.

## Familie
Suzanne Spaak war die Tochter eines belgischen Groß-Bankiers. Durch ihre Heirat mit dem Drehbuchautor Claude Spaak wurde sie die Schwägerin von Paul-Henri Spaak, einem der bedeutendsten belgischen Staatsmänner.
Auf Anordnung von Heinz Pannwitz, dem Leiter der Sonderkommission Rote Kapelle der Gestapo ab Juli 1943, wurden sieben Angehörige ihrer Familie in Sippenhaft genommen und erst im Mai 1944 wieder entlassen.
Suzanne Spaak hatte zwei Kinder. Zu weiteren Familienangehörigen siehe auch Spaak.

## Leben
Suzanne Spaak lebte in Paris und erfreute sich an dem Luxus und dem Prestige der führenden Gesellschaftskreise.
Ihr Ehemann erwarb Bilder des belgischen Malers René Magritte, mit dem er befreundet war. 1936 schuf Magritte ein Porträt von Suzanne Spaak.  Nach der Besetzung Frankreichs schloss sich Suzanne Spaak dem Widerstand gegen die rassistische Besatzungspolitik an und reorganisierte 1941 die Mouvement National Contre le Racisme (MNCR), deren Vorsitz sie übernahm. Ihre Wohnung in Paris wurde dadurch zu einem Treffpunkt der Résistance. Sie hielt Kontakte sowohl zu gaullistischen wie auch zu kommunistischen Widerstandsorganisationen. „Sie nimmt an den gewagtesten Operationen teil, ohne sich um die Gefahr zu kümmern“. Sie nahm auch Leopold Trepper nach seiner Flucht aus Gestapo-Haft bei sich auf und vermittelte ihm Verstecke in einer Oratorianerkirche und in einem Rentnerheim.
Sie nahm aktiv an den wagemutigen Aktionen von Pastor Paul Vergara und Marcelle Guillemot teil und schaffte es, mehr als 60 jüdische Kinder in Sicherheit zu bringen.
Auf Anordnung von Pannwitz wurde Suzanne Spaak am 9. November 1943 in Brüssel verhaftet und in das Gefängnis Fresnes bei Paris gebracht. Im Januar 1944 wurde sie zum Tode verurteilt und am 12. August 1944 in ihrer Zelle erschossen, dreizehn Tage vor der Befreiung von Paris durch die Alliierten. Um die Spuren dieses Verbrechens zu beseitigen, ließ Pannwitz ihre Leiche auf dem Pariser Friedhof Bagneux verscharren. Die Grabstelle wurde lediglich gekennzeichnet mit den Worten „Eine Belgierin“. Gleichzeitig ließ Pannwitz an Suzanne Spaaks Schwager Paul-Henri Spaak, der zu dieser Zeit Außenminister der belgischen Exilregierung in London war, ein Schreiben fertigen, in dem behauptet wurde, seine Schwägerin sei nach Deutschland an einen sicheren Ort gebracht worden, um dort den Krieg zu überleben.

## Ehrungen
1985 wurde Suzanne Spaak durch die israelische Regierung als Gerechte unter den Völkern geehrt. In Yad Vashem wurde im „Garten der Gerechten unter den Völkern“ ein Baum gepflanzt mit einer Gedenktafel.

## Filme
- 1970 drehte die DEFA den Film KLK an PTX – Die Rote Kapelle von Horst E. Brandt nach einem Drehbuch von Wera und Claus Küchenmeister.[4]
- 1972 gab es die mehrteilige TV-Serie Die Rote Kapelle von Franz Peter Wirth nach einem Drehbuch von Peter Adler und Hans Gottschalk.[5]
- 1989 erschien in Frankreich der Film L’Orchestre rouge von Jacques Rouffio nach einem Drehbuch von Gilles Perrault.[6]
- 2003 wurde der Film Die Rote Kapelle von Stefan Roloff in der Gedenkstätte Deutscher Widerstand uraufgeführt.[7]